# Football Club Infonet Levadia 2018
Questa voce raccoglie le informazioni riguardanti il Football Club Infonet Levadia Tallinn nelle competizioni ufficiali della stagione 2018.

## Stagione
- In campionato il Levadia Tallinn termina al secondo posto (84 punti) dietro al Kalju Nõmme (86) e davanti al Flora Tallinn (83).
- In coppa nazionale viene eliminato in semifinale dal Kalju Nõmme (3-2 ai tempi supplementari).
- In supercoppa nazionale vince contro il Flora Tallinn (2-2 e poi 4-3 ai rigori) e vince per la 7ª volta l'Eesti Superkarikas.
- In Europa League viene eliminata al primo turno dagli irlandesi del Dundalk (1-3 complessivo).

## Maglie e sponsor
La divisa casalinga era composta da una maglia verde (della classica sfumatura tendente al verde smeraldo) con due strisce verticali centrali, colletto e inserti bianchi sulle maniche, pantaloncini bianchi e calzettoni verdi. Quella da trasferta era invece composta da una maglia bianca con colletto e inserti verdi sulle maniche, pantaloncini verdi e calzettoni bianchi.
| Casa | Trasferta |

## Rosa
| N. |                    | Ruolo | Calciatore                |
| -- | ------------------ | ----- | ------------------------- |
| 2  | Estonia (bandiera) | D     | Marko Lipp                |
| 3  | Estonia (bandiera) | D     | Roman Nesterovski         |
| 4  | Estonia (bandiera) | D     | Igor Morozov              |
| 5  | Ucraina (bandiera) | C     | Jurij Tkačuk              |
| 6  | Estonia (bandiera) | C     | Rasmus Peetson            |
| 7  | Estonia (bandiera) | C     | Pavel Marin               |
| 9  | Russia (bandiera)  | A     | Yevgeni Kharin            |
| 10 | Camerun (bandiera) | C     | Marcelin Gando            |
| 11 | Russia (bandiera)  | C     | Kirill Nesterov           |
| 12 | Estonia (bandiera) | P     | Sergei Lepmets            |
| 14 | Estonia (bandiera) | D     | Dmitri Kruglov (capitano) |
| 15 | Ucraina (bandiera) | C     | Ihor Žurachovs'kyj        |
| 16 | Estonia (bandiera) | D     | Markus Jürgenson          |
| 17 | Ucraina (bandiera) | A     | Roman Debelko             |

| N. |                                 | Ruolo | Calciatore           |
| -- | ------------------------------- | ----- | -------------------- |
| 19 | Estonia (bandiera)              | A     | Markus Vaherna       |
| 20 | Estonia (bandiera)              | C     | Pavel Dõmov          |
| 21 | Russia (bandiera)               | A     | Nikita Andreev       |
| 22 | Estonia (bandiera)              | D     | Martin Käos          |
| 23 | Russia (bandiera)               | D     | Igor Dudarev         |
| 24 | Estonia (bandiera)              | A     | Georg Kurus          |
| 25 | Estonia (bandiera)              | D     | Maksim Podholjuzin   |
| 27 | Estonia (bandiera)              | D     | Mark Edur            |
| 28 | Bosnia ed Erzegovina (bandiera) | C     | Muamer Svraka        |
| 30 | Estonia (bandiera)              | P     | Priit Pikker         |
| 33 | Estonia (bandiera)              | C     | Mark Oliver Roosnupp |
| 35 | Estonia (bandiera)              | P     | Armands Aparins      |
| 80 | Azerbaigian (bandiera)          | C     | Cem Felek            |
| 99 | Estonia (bandiera)              | A     | Karl Õigus           |